# Igreja de Antioquia
A Igreja de Antioquia (em árabe: كنيسة أنطاكية; em turco:  Antakya Kilisesi) ou Igreja da Síria foi uma das quatro sés apostólicas do Cristianismo primitivo, juntamente com Roma, Alexandria e Jerusalém (Constantinopla foi adicionada posteriormente como a quinta), e uma das cinco Grandes Igrejas que compunham a pentarquia antes do Grande Cisma.

## História

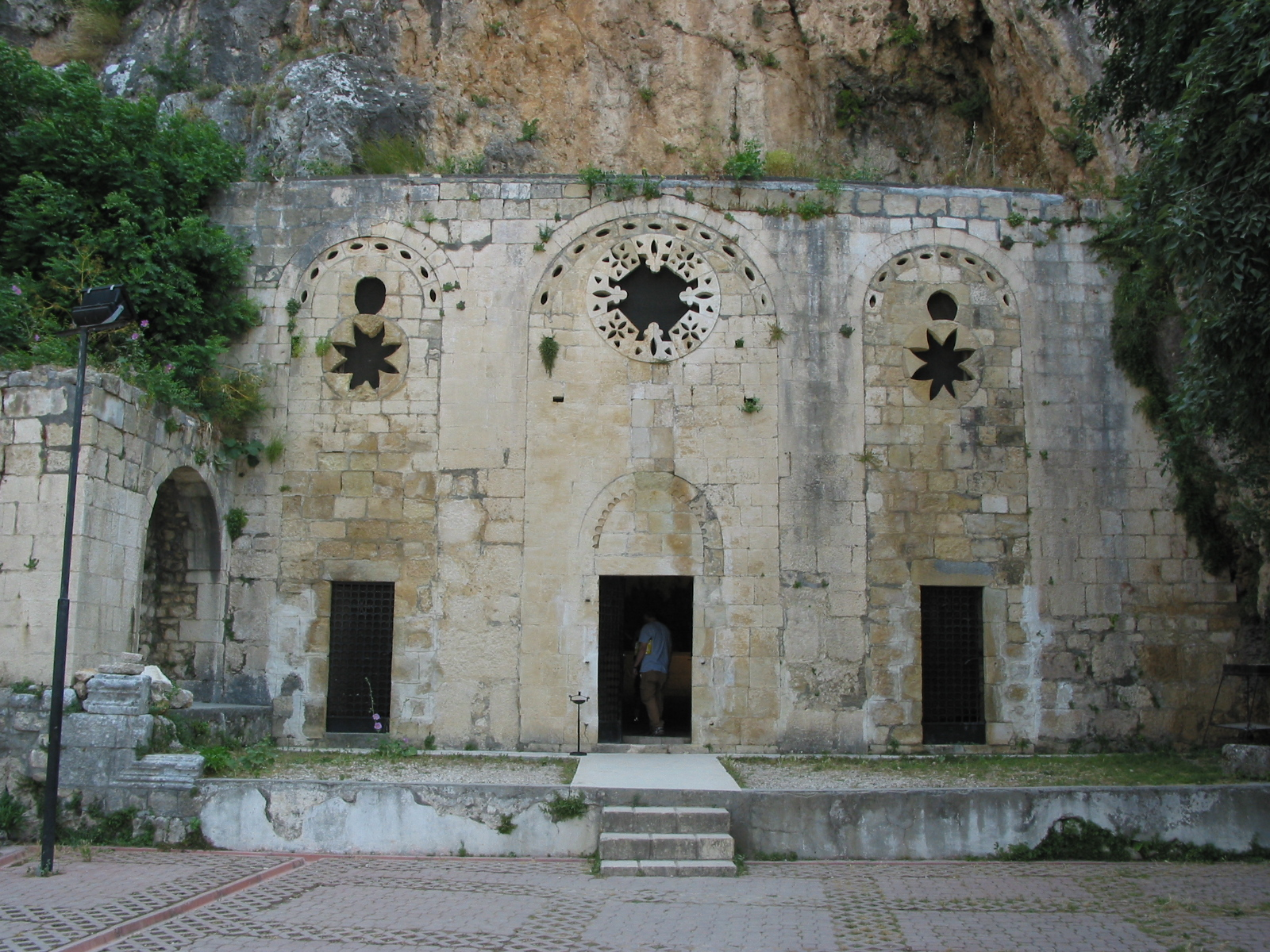
Igreja de São Pedro em Antioquia

### Origens
A Igreja de Antioquia, segundo a tradição, teria se originado a partir da comunidade cristã fundada pelos apóstolos Pedro e Paulo em 34. Sendo Pedro seu primeiro bispo entre 45-53 (segundo a tradição calcedônia) ou 37-67 (segundo a tradição não calcedônia).
Na Bíblia, de acordo com Atos 11:19–26, a comunidade cristã de Antioquia começou quando cristãos que foram expulsos de Jerusalém fugiram para lá. A eles se juntaram cristãos vindos de Chipre e Cirenaica, que migraram também para a cidade. Foi ali que os seguidores de Jesus passaram a ser chamados de "cristãos". E lá também Paulo iniciou as suas três viagens missionárias, tema principal dos Atos dos Apóstolos.
Na dispersão da Igreja original de Jerusalém, logo após os problemas originados das corajosas ações de Estevão, alguns judeus cipriotas e cirenaicos, que tinham sido criados em terras de cultura helênica e tinham uma visão de mundo mais ampla do que os judeus palestinos, vieram para Antioquia. Lá, eles "inovaram", convidando não apenas judeus, mas também gregos. Há duas possibilidades sobre isto. A primeira, de que realmente houve pregação ativa aos gregos e muitos deles se converteram e se juntaram à Igreja. Ou, que a inovação se deu em passos mais lentos, sendo que os primeiros gregos a ouvirem as pregações eram prosélitos que iam à sinagoga.
Antioquia foi, na época romana, a sede do governador da província romana da Síria e a terceira maior cidade do Império. Foi, até o século VI, um dos principais centros do Cristianismo. Foi em Antioquia que o termo "cristão" foi usado pela primeira vez para designar os seguidores da nova religião. A ela se deve a evangelização da Mesopotâmia e do Império Sassânida, ao qual esta região foi quase totalmente anexada a partir do ano 363.
Antioquia está intimamente conectada com a história inicial do Cristianismo. Lá era o grande ponto central de onde os missionários para os gentios eram enviados (provavelmente após a Grande Comissão). 

### Território canônico
Após a destruição de Jerusalém (70), Antioquia permaneceu como a única metrópole cristã do oriente, e exerceu sua jurisdição sobre a Síria, Fenícia, Arábia, Palestina, Cilícia, Chipre e Mesopotâmia. O Concílio de Niceia (325) em seu sexto cânon, aceitou a manutenção dos privilégios da Igreja de Antioquia sobre o oriente, bem como os de Roma sobre o ocidente e de Alexandria sobre a África. Mas o vasto território que dependia de sua jurisdição diminuiu depois disso. Constantinopla privou-a, a partir do século IV, de parte de suas províncias. Outros se declararam autônomas: Pérsia em 410, Chipre em 431, Jerusalém em 451.

### Patriarcado
Em 451, na sétima sessão do Concílio de Calcedônia, o "Decreto sobre a jurisdição de Jerusalém e Antioquia", elevou a Sé de Antioquia à dignidade patriarcal. Foi formalmente designada como Patriarcado desde 531.

### Divisões
O antagonismo secular entre o Império Romano e o Império Sassânida resultou na divisão da Igreja de Antioquia entre:
- A Igreja síria ocidental, ou seja, a oeste do Eufrates (Anatólia romana, Síria, Líbano e Palestina) e;
- A Igreja síria oriental, ou seja, a leste do Eufrates (Mesopotâmia e Pérsia, sob domínio sassânida, Malabar).

Em 424, o Concílio de Markabta, reunido a pedido do católico Dadisho I, proclamou a autonomia da Sé de Selêucia - Ctesifonte, futura Igreja do Oriente que, em 484, aderiu ao ensinamento teológico de Teodoro de Mopsuestia chamado diofisismo (ao qual dará a título de "Igreja Nestoriana").
A partir de então, a Síria "ocidental" será o campo de batalha de novas controvérsias cristológicas que aumentarão a divisão religiosa no oriente. De fato, o Concílio Ecumênico de Calcedônia (451) condenou o monofisismo (que reconhecia apenas uma natureza em Jesus Cristo) e proclamou a doutrina oficial da Igreja, ou seja, a presença de duas naturezas, divina e humana, na pessoa de Cristo.
A maioria da população síria rejeitou as decisões conciliares, provavelmente devido a divergências mais de terminologia do que de teologia, e se separou da Igreja oficial. No entanto, essa separação não foi imediata. Foi consumado apenas pelo Concílio de Constantinopla em 553, após o qual o poder imperial bizantino pressionou os rebeldes monofisitas. Foi então que surgiu a figura carismática do monge siríaco Jacó Baradeu, apresentando a bandeira do nacionalismo religioso. Bispo consagrado em segredo pelo patriarca exilado Teodósio de Alexandria, Jacó foi o organizador da Igreja monofisita, também chamada, em sua homenagem, "Jacobita".
No entanto, nem toda a Síria aceitou a nova Igreja. A sociedade urbana, mais culta e helenizada, submeteu-se sem problemas às decisões de Calcedônia, o que lhe valeu o nome de "melquita" (de melek "rei"), ou seja, partidária do Imperador bizantino. A conquista muçulmana de 636 consagrou esta divisão. Os jacobitas, hostis ao domínio de Bizâncio, favoreciam a entrada vitoriosa dos muçulmanos árabes na Síria. Durante o califado omíada, eles apreciaram ser governados de Damasco e conseguiam se tornar indispensáveis na administração. Mas os jacobitas se tornaram arabizados e muitos se converteram ao Islã.
O patriarcado grego de Antioquia não tomou partido quando Roma e Constantinopla se separaram. O cisma dentro dele não apareceu até o séc. XVIII.[carece de fontes?]

#### Atualidade
Atualmente cinco "ramos" da Igreja cristã alegam ser sucessoras do Patriarcado de Antioquia, três dos quais - o greco-melquita, o católico sírio e o sírio-maronita - estão em comunhão plena com a Igreja Católica Romana e, portanto, reconhecem mutuamente as alegações das outras. São elas:
- Igreja Ortodoxa Síria de Antioquia (518)
- Igreja Ortodoxa Grega de Antioquia (518)
- Igreja Maronita * Igreja Ortodoxa Grega de Antioquia (685)
- Igreja Católica Síria (1668)
- Igreja Greco-Católica Melquita (1724)

A Igreja Ortodoxa Grega de Antioquia é parte da Igreja Ortodoxa e a Igreja Ortodoxa Síria de Antioquia é parte da Ortodoxia Oriental.
A Igreja Católica Romana também alegou a sucessão ao patriarcado após a conquista da cidade na Primeira Cruzada (o cerco de Antioquia) e passou a a apontar patriarcas titulares de rito latino para Antioquia durante muitos séculos, mas renunciou à alegação em 1964, com a extinção do Patriarcado Latino de Antioquia.